# Generał Barcz
Generał Barcz – powieść polityczna Juliusza Kadena-Bandrowskiego opublikowana w 1923 roku. Opowiada o tworzeniu się i umacnianiu władzy w pierwszych miesiącach niepodległego państwa polskiego.

## Okoliczności powstania i publikacji powieści
Kaden rozpoczął pisanie utworu w 1921 roku. Od 9 września 1922 powieść ukazywała się w odcinkach w „Kurierze Polskim”. Redakcja zapowiadała utwór jako pierwszą próbę ujęcia współczesności i jej wybitnych postaci w formę literacką. W wersji książkowej ukazała się 4 kwietnia 1923 roku, nakładem Towarzystwa Wydawniczego Ignis. Książkę wydano w 5200 egzemplarzach. Kolejne wydanie (z autorskimi zmianami) opublikowało w 1930 lwowskie Ossolineum. Wydania powojenne ukazywały się nakładem Wydawnictwa Literackiego (Kraków 1958, 1984), Ossolineum (Wrocław 1975, 1984) i PIW (Warszawa 1996), ponadto w edycjach Universitas (Kraków 1997) i Psychoskok (Konin 2018). Przed wojną opublikowano również jej wydania w przekładzie niemieckim, rosyjskim i węgierskim.

## Warstwa polityczna powieści
Głównym tematem Generała Barcza jest problem tworzenia się polskiej władzy centralnej po 1918 roku. Początkowemu entuzjazmowi spowodowanemu odzyskaniem niepodległości (określonemu w powieści jako radość z odzyskanego śmietnika) towarzyszy ścieranie się samorzutnie tworzonych ośrodków władzy i sprzecznych koncepcji ideowego kształtu niepodległej Ojczyzny. Zakulisowe działania i nieczyste metody walki politycznej osłabiają młode demokratyczne państwo i utrudniają zmaganie się z przeciwnościami zewnętrznymi. Rozwiązaniem wydaje się powierzenie silnej władzy zdecydowanej jednostce – tytułowemu generałowi Barczowi. Literackie przedstawienie wydarzeń, których świadkiem i uczestnikiem był autor, pozwala na postawienie uniwersalnego pytania o rolę silnej jednostki w sprawowaniu władzy nad społeczeństwami.
Akcja powieści rozgrywa się pomiędzy końcem października 1918 a jesienią 1919 roku. Do jej skonstruowania Kaden posłużył się rzeczywistymi wydarzeniami z pierwszych lat niepodległej Polski, m.in. obaleniem władzy austriackiej w Krakowie, walkami o Przemyśl z Ukraińcami, otwarciem Muzeum Cytadeli, zamachem pułkownika Januszajtisa, otwarciem Sejmu Ustawodawczego, rozmowami z endecją oraz aferą związaną z Biurem Prasowym Naczelnego Dowództwa. Jednak przedstawione w utworze wydarzenia odbiegają nieco chronologią od ich rzeczywistych pierwowzorów.
Fabuła rozgrywa się w Krakowie, Przemyślu i w Warszawie.

### Pierwowzory postaci powieściowych
Chociaż w utworze można rozpoznać rzeczywiste postacie ówczesnego życia politycznego, Kaden dokonał pomieszania faktów i fikcji tak, aby uniemożliwić pozwanie go za zniesławienie i dywersję ideologiczną.
Postaciom powieściowym można przyporządkować następujące pierwowzory rzeczywiste:
- generał Stanisław Barcz – najczęściej ta postać utożsamiana jest z Józefem Piłsudskim ze względu na sposób działania, poglądy i pełnione funkcje. Kaden twierdził jednak, że jest to postać fikcyjna, będąca jedynie symbolem; aby uniknąć kojarzenia Barcza z Marszałkiem, dwukrotnie wymienia w powieści z nazwiska osobę Piłsudskiego. Istnieją także znaczne różnice między biografią Barcza a Piłsudskiego, min. półtoraroczny pobyt tego pierwszego za granicą i uwięzienie w Rosji, uczestniczenie w walkach o Przemyśl (oddziałami polskimi dowodził wówczas major Julian Stachiewicz) i wizytowanie wyzwolonego Krakowa w listopadzie 1918 roku, otrzymanie stopnia generalskiego, a także rola w czasie puczu w 1919 roku (rolę odpowiednią do powieściowego Barcza pełnił w rzeczywistości Stanisław Szeptycki). Również życie prywatne Barcza różni się znacząco od życia jego domniemanego pierwowzoru; postać przypomina pod tym względem bardziej generała Kazimierza Sosnkowskiego (który jednak po powrocie z Magdeburga długo nie uczestniczył w życiu politycznym ze względów zdrowotnych);
- generał Dąbrowa – były oficer Legionów i konspiracyjny działacz o poglądach lewicowych, komendant Krakowa po wyzwoleniu; jego rola w Krakowie przypomina odgrywaną ówcześnie przez gen. Bolesława Roję;
- generał Krywult – przywódca grupy byłych oficerów carskich o poglądach zbliżonych do endecji; jako przeciwnik Barcza najbardziej kojarzy się z Józefem Dowborem-Muśnickim, politycznym oponentem Piłsudskiego (postacie łączy również oskarżenie o malwersacje finansowe i słaba znajomość polskiego), choć ma również pewne cechy Józefa Hallera;
- generał Wilde – pełni w fabule rolę podobną do Jana Wroczyńskiego;
- major Pyć – były legionista, przywódca konspiracyjnej organizacji "Pies"; z wyglądu, stylu bycia i pełnionej funkcji przypomina pułkownika Adama Koca, przywódcę POW;
- poseł Rybnicki – za jego rzeczywisty pierwowzór uznaje się Jędrzeja Moraczewskiego;
- redaktor Rasiński – były legionista, dziennikarz, pisarz i muzyk; powieściowe fakty biograficzne wyraźnie łączą tę postać z osobą autora – Juliusza Kadena-Bandrowskiego;
- Hanka Drwęska – jej rola w wydarzeniach politycznych oraz intymny związek z Barczem nasuwa bliskie skojarzenia z Aleksandrą Szczerbińską.

## Recepcja utworu
Już sama reklama książki opublikowana w „Kurierze Polskim” wywołała gwałtowną reakcję Adolfa Nowaczyńskiego, który zapowiedź utworu określił jako bezecną i trywialną. Sama książka została natomiast negatywnie zrecenzowana przez Stanisława Mackiewicza, który w „Słowie” ganił pisarza za zawiły styl i stwierdzał, że samo istnienie Kadena jest dowodem olbrzymiego zepsucia smaku publiczności polskiej. Styl „kadenowski” ganili również Stanisław Baczyński i Helena Zahorska. Z kolei Karol Lilienfeld-Krzewski krytykował zwodniczy sposób przedstawiania faktów i postaci. Inni recenzenci natomiast zarzucali pisarzowi czarnowidztwo. Zwolennikiem utworu był Anatol Stern, który określił ją jako boską komedię państwowości polskiej. Powieść chwaliła również Maria Dąbrowska, która negatywne opinie o Generale Barczu przypisywała powierzchownemu rozumieniu powieści, sama uważając ją za utwór o wybitnej jednostce, zderzającej się z innymi postawami i popełniającej zbrodnie w imię zdobycia i utrzymania władzy. Krytycy (m.in. Leon Pomirowski i Mieczysław Rettinger) doceniali również nowatorstwo stylistyczne pisarza, przypisując mu walory kinematograficzne.

## Adaptacje
- W 1960 roku Jerzy Krasowski dokonał adaptacji teatralnej utworu, wystawionej w Teatrze Ludowym w Nowej Hucie pod tytułem Radość z odzyskanego śmietnika[12]. Generał Barcz został zaadaptowany jako słuchowisko radiowe i jako spektakl Teatru Telewizji (Zapiski majora Pycia) w którym w roli generała wystąpił Mariusz Dmochowski.

### Spektakle Teatru Telewizji
- 1961: Radość z odzyskanego śmietnika (reż. Jerzy Krasowski)
- 1965: Zapiski majora Pycia (reż. Jerzy Krasowski)